# Spencer Breslin
Pour les articles homonymes, voir Breslin.
Spencer Breslin est un acteur américain, né le 18 mai 1992 à New York.

## Biographie
Il a fait ses débuts au cinéma en 2000 avec le rôle-titre de Sale Môme de Jon Turteltaub, face à Bruce Willis - il y incarnait Willis à 8 ans.
Il a été repéré à 3 ans par un agent qui avait remarqué son talent d'acteur naturel alors qu'il jouait près de chez lui à Manhattan. Il a immédiatement commencé à jouer dans des films publicitaires, dont le premier était un spot pour les céréales Life en 1995. Il a tourné depuis plus d'une cinquantaine de films publicitaires.
Il a joué dans sa première série à 5 ans dans La Tempête du siècle, d'après Stephen King, avec Tim Daly. Il a été depuis l'interprète de plusieurs séries dont New York, police judiciaire et Trinity, et de Wonderfalls, Moms on Strike (en) et You Wish (en). Il a été également l'interprète de la série Center of the Universe (en) avec John Goodman.
Côté cinéma, après Sale Môme en 2000, il a tenu le rôle principal de Ozzie de William Tanner et du téléfilm You Wish (en), et a joué dans Le Chat chapeauté de Bo Welch, avec Mike Myers, et dans Hyper Noël de Michael Lembeck, avec Tim Allen, dans lequel il incarnait un elfe âgé de 900 ans. Il a depuis joué avec Kate Hudson, et avec sa sœur Abigail Breslin dans Fashion Maman de Garry Marshall, avec aussi John Corbett et Joan Cusack, et dans Mon beau-père et moi de Jay Roach.
Spencer Breslin a prêté sa voix à Retour au pays imaginaire, le film d'animation de Robin Budd et Donovan Cook, et à la série Disney's Teamo Supremo, et a donné la parole à un des chiens de la comédie familiale Air buddies de Robert Vince. En 2006 il est à l'affiche de Raymond de Brian Robbins, puis il joue dans Phénomènes de Shyalaman.
On le retrouvera au cinéma à nouveau avec Tim Allen dans Zoom de Peter Hewitt et Super Noël 3 de Michael Lembeck. Il se prépare à réaliser son premier long métrage, un documentaire sur ce que lui et des jeunes de son âge ont ressenti après le 11 septembre.

## Filmographie

### Cinéma
- 2000 : Sale Môme (The Kid) de Jon Turteltaub : Rusty Duritz
- 2000 : Mon beau-père et moi (Meet the Parents) de Jay Roach : Le petit garçon
- 2001 : Ozzie, mon meilleur ami (Ozzie) de William Tannen : Justin Morton
- 2002 : Peter Pan dans Retour au pays imaginaire (Return to Never Land) de Robin Budd (es) : Cubby (Voix)
- 2002 : Hyper Noël (The Santa Clause 2) de Michael Lembeck : Curtis, the Experimental Elf
- 2003 : Le Chat chapeauté (The Cat in the Hat) de Bo Welch : Conrad Walden
- 2004 : Fashion Maman (Raising Helen) de Garry Marshall : Henry Davis
- 2004 : Un mariage de princesse (The Princess Diaries 2: Royal Engagement) de Garry Marshall : Prince Jacques Dubé
- 2006 : Raymond (The Shaggy Dog) de Brian Robbins : Josh Douglas
- 2006 : Zoom : L'Académie des super-héros (Zoom) de Peter Hewitt : Tucker Williams / Mega-Boy
- 2006 : Super Noël 3 : Méga Givré (The Santa Clause 3: The Escape Clause) de Michael Lembeck : Curtis
- 2008 : Phénomènes (The Happening) de M. Night Shyamalan : Josh
- 2008 : Harold (en) de T. Sean Shannon (en) : Harold
- 2010 : Quantum Quest: A Cassini Space Odyssey (en) de Harry Kloor (en) et Daniel St. Pierre (en) : Anthony (Voix)
- 2011 : Born to race (en) d'Alex Ranarivelo (en) : Max
- 2013 : L'Amour malgré tout (Stuck in Love) de Josh Boone: Jason
- 2024 : Hatch : Protection rapprochée (Darkness of Man) de James Cullen Bressack

### Télévision
- 1997 : Un pasteur d'enfer (Soul Man) : Fred Weber (saison 1)[1]
- 1998 : New York, police judiciaire (Law & Order) (série télévisée) : Nicholas Waring
- 1999 : Trinity (série télévisée) : Un gosse
- 1999 : La Tempête du siècle (Storm of the Century) (série télévisée) : Donny Beals
- 2000 : Le plus beau cadeau de Noël (The Ultimate Christmas Present) (Téléfilm) : Joey Thompson
- 2001 : Robertson's Greatest Hits (Téléfilm) : Spencer Robertson
- 2001 : Kate Brasher (en) (série télévisée) : Simon Taylor
- 2002 : Mamans en grève (en) (Mom's on Strike) (Téléfilm) : Sam Harris
- 2002 : Teamo Supremo (série télévisée) : Crandall
- 2003 : Face ou pile! (en) (You Wish!) (Téléfilm) : Stevie Lansing / Terrence Russell McCormack
- 2004 : Wonderfalls (série télévisée) : Peter Johnson
- 2004-2005 : Center of the Universe (en) (série télévisée) : Miles Barnett
- 2009 : Bones (série télévisée) : Clinton Gilmour
- 2009 : Bless This Mess (Téléfilm) : Doug